# Zeche Flachsteich
Die Zeche Flachsteich ist ein ehemaliges Steinkohlenbergwerk in Wetter-Esborn im Ennepe-Ruhr-Kreis. Die Zeche war auch unter den Namen Zeche Flachsdeich und Zeche Flacksteich bekannt.

## Bergwerksgeschichte
Bereits im Jahr 1739 wurden hier Kohle abgebaut, die jedoch nur zum Kalkbrennen gebraucht werden konnte. Am 5. Mai 1780 erfolgte die Verleihung des Längenfeldes Flachsteich No. 1, im Anschluss daran wurde in der Berechtsame Flachsteich No. 1 Abbau betrieben. Am 20. März 1790 wurde das Längenfeld Flachsteich No. 2 verliehen, in welchem danach ebenfalls Abbau betrieben wurde. Im Jahr 1796 wurde in beiden Flözen Steinkohle abgebaut, die Förderung erfolgte über die Schächte 3 (Schacht Küper) und 7 (Schacht Schievelbusch). Im Jahr 1800 war der Schacht 5 in Betrieb. Am 16. Mai wurde das Erbstollenrecht für den Friedrich Wilhelm Erbstollen verliehen. 
Im Jahr 1803 wurde unterhalb der Erbstollensohle abgebaut. Im Jahr 1805 waren die Schächte Carolina, Rose und Wilhelm in Betrieb. Im Mai 1809 wurde das Bergwerk stillgelegt. Im Oktober 1813 erfolgte die Wiederinbetriebnahme, nachdem die tiefere Lösung durch den Friedrich Wilhelm Erbstollen erfolgte. Danach erfolgte die weitere Ausrichtung nur durch den Friedrich Wilhelm Erbstollen. Im Jahr 1818 wurde nach Auffahrung der Örter mit dem Abbau begonnen. Im Oktober 1822 wurde das Bergwerk erneut stillgelegt. Ab Oktober 1825 wurde wieder Aufschlussarbeiten getätigt, und bereits ab dem darauffolgenden Jahr wurde am Schacht Hoffnung Abbau betrieben. Um das Jahr 1829 erreichte der Schacht eine Förderfähigkeit von 6000 Scheffel pro Jahr. Am 22. März 1830 konsolidierte die Zeche Flachsteich zusammen mit mehreren anderen Zechen zur Zeche Vereinigte Friedrich Wilhelm.